# قطعنامه ۱۳۵۸ شورای امنیت
قطعنامه  ۱۳۵۸ شورای امنیت سازمان ملل متحد که در تاریخ ۲۷ ژوئن ۲۰۰۱ تصویب شد، سندی بین‌المللی دربارهٔ توصیه در مورد انتصاب دبیر کل سازمان ملل است. این قطعنامه طی نشست ۴۳۳۷ام    تصویب شد.